# Nautilus (SEKAI NO OWARIのアルバム)
『Nautilus』（ノーチラス）は、日本のバンド・SEKAI NO OWARIのメジャー6枚目（通算7枚目）のオリジナル・アルバム。2024年3月13日に発売された。発売元はユニバーサルミュージック内のレーベル・Virgin Music / TOKYO FANTASY。

## 背景
SEKAI NO OWARI名義のオリジナル・アルバムとしては『scent of memory』からおよそ2年半ぶりのアルバムである。
アルバムタイトルの意味は「オウムガイ」で、共生していたアンモナイトよりも弱くて深海に住む場所を変えたことで、氷河時代が訪れたときにアンモナイトは絶滅したがオウムガイは生き残ったことに由来。Fukase曰く、今作の製作期間は体調がかなり悪く作曲もほとんどできずメンバーに任せて歌詞に専念した＝無理に戦わなかったことが、弱くて逃げたからこそ生き残れたオウム貝と重なるところがあると思って付けたタイトル。
今作のCDジャケットの作画には、ツアー「Tarkus」やシングル「Habit」のイラストを手掛けた村松佳樹氏による描き下ろしとなっている。
また、完全数量限定デラックス盤限定で2枚目と3枚目のCDには、SEKAI NO OWARIの11年ぶりとなったZeppツアー 『SEKAI NO OWARI ZEPP TOUR 2023「Terminal」』から最終日の2023年11月13日に開催されたファンクラブ会員限定の追加公演でパフォーマンスしたライブ音源が収録される。
完全数量限定デラックス盤の特典映像には、クリエイティブの原点でもある共同生活の家“セカオワハウス”をメンバー自ら紹介する貴重映像および「Diary」から「最高到達点」までの全ミュージックビデオとそのメイキングを収録。初回限定盤には「SEKAI NO  OWARI ZEPP TOUR 2023「Terminal」2023.11.13 in Zepp Haneda（TOKYO）」のライブ映像を収録したBlu-rayまたはDVDが付属。
本アルバムを携えたツアーとして『SEKAI NO OWARI ARENA TOUR 2024「深海」』が行われた。
また、12月4日にはレコード盤の発売がなされた。

## 収録曲
| #         | タイトル                 | 作詞      | 作曲            | 編曲                                   | 時間  |
| --------- | ------------------------ | --------- | --------------- | -------------------------------------- | ----- |
| 1.        | 「タイムマシン」         | Fukase    | Saori           | SEKAI NO OWARI                         | 4:19  |
| 2.        | 「最高到達点」           | Fukase    | Nakajin         | SEKAI NO OWARI                         | 3:46  |
| 3.        | 「デッドエンド」         | Fukase    | Nakajin         | SEKAI NO OWARI                         | 4:41  |
| 4.        | 「Habit」                | Fukase    | Nakajin         | SEKAI NO OWARI                         | 4:17  |
| 5.        | 「深海魚」               | Saori     | Nakajin & Saori | SEKAI NO OWARI                         | 3:43  |
| 6.        | 「ユートピア」           | Fukase    | Fukase          | SEKAI NO OWARI                         | 4:10  |
| 7.        | 「Diary」                | Saori     | Saori & Nakajin | SEKAI NO OWARI、川口大輔(木管楽器編曲) | 4:07  |
| 8.        | 「ターコイズ」           | Fukase    | Fukase          | SEKAI NO OWARI                         | 3:22  |
| 9.        | 「バタフライエフェクト」 | Saori     | Saori           | SEKAI NO OWARI                         | 3:08  |
| 10.       | 「Eve」                  | Fukase    | Nakajin         | SEKAI NO OWARI                         | 4:03  |
| 11.       | 「ROBO」                 | Saori     | Nakajin         | SEKAI NO OWARI                         | 3:55  |
| 12.       | 「サラバ」               | Saori     | Nakajin         | SEKAI NO OWARI                         | 3:50  |
| 合計時間: | 合計時間:                | 合計時間: | 合計時間:       | 合計時間:                              | 47:21 |

### 特典映像
本編
1. ムーンライトステーション
2. 虹色の戦争
3. Witch
4. 周波数
5. ターコイズ
6. Like a scent
7. 向日葵
8. 幻の命
9. Fight Music
10. silent
11. ドッペルゲンガー
12. Habit
13. タイムマシン
14. 銀河街の悪夢
15. Dropout
16. Dragon Night

アンコール
1. すべてが壊れた夜に
2. MAGIC

## 楽曲解説
1. タイムマシン
映画『赤ずきん、旅の途中で死体と出会う。』主題歌。
2024年3月5日にアルバムから先行配信リリースされた。同日には、Fukaseが主演を務めたミュージック・ビデオが公開された[4]。
Saori曰く「物語が浮かぶようなメロディーを作ろう」と思い[5]、今までやってみたかったBメロで転調する展開に初挑戦した。
Bメロの転調から元に戻って来る繋ぎの部分をNakajinが手伝った。
Saoriから曲を受け取ったFukaseが「タイムマシン」というモチーフが思い浮かんで作詞した[5]。
Nakajinは仮歌を歌う際、歌詞があまりにも泣けてしまい歌えなかったため、変な踊りをしながら仮歌を録ったという[6]。
TBS系金曜ドラマ「9ボーダー」の第9話劇中歌として使用された。
2. 最高到達点
メジャー6th配信限定シングルの楽曲。
3. デッドエンド
富士急ハイランド内ローラーコースター「ZOKKON」コラボレーション楽曲・「【富士急学割】青春にZOKKON篇」CM曲[7]。
メンバーが開業前のZOKKONに何度も乗車して製作された[8]。
4. Habit
メジャー16thシングルの表題曲。
第64回日本レコード大賞受賞作品[9]。
TBS系金曜ドラマ「9ボーダー」の第5話劇中歌として使用された。
5. 深海魚
映画『怪物の木こり』主題歌。
AメロをSaoriが、BメロとサビをNakajinが作曲した。
Saori曰く、初めてダークサイドな詞を書いたことで「自分にもこういう歌詞が書けたんだ」と感じた新境地の楽曲。[10]
6. ユートピア
Fukase曰く、本楽曲は前作「scent of memory」に収録されている「Utopia」の続編として制作された[11]。
TBS系金曜ドラマ「9ボーダー」の第6話劇中歌として使用された。
7. Diary
メジャー15thシングルの表題曲。
8. ターコイズ
メジャー17thシングルの表題曲。

TBS系金曜ドラマ「9ボーダー」の第4話劇中歌として使用された。
9. バタフライエフェクト
メジャー17thシングルの表題曲。
Saoriがボーカルを担当する。
10. Eve
メジャー16thシングル「Habit」のカップリング曲。
TBS系金曜ドラマ「9ボーダー」の最終回劇中歌として使用された。
11. ROBO
メジャー5th配信限定シングルの楽曲。
12. サラバ
メジャー17thシングルの表題曲。

## 参加ミュージシャン
| タイムマシン - Fukase - ヴォーカル - Nakajin - ギター、ベース、パーカッション、プログラミング、コーラス - Saori - ピアノ - 佐藤帆乃佳ストリングス - ストリングス - 玉田豊夢 - ドラムス 最高到達点 - Fukase - ヴォーカル - Nakajin - ベース、ドラムス、プログラミング、コーラス - Saori - ピアノ - 佐藤帆乃佳ストリングス - ストリングス - 吉澤達彦 - トランペット - 須賀裕之 - トロンボーン - 永田こーせー - サックス デッドエンド - Fukase - ヴォーカル - Nakajin - ギター、ベース、ドラムス、プログラミング、コーラス - Saori - ピアノ Habit - Fukase - ヴォーカル - Nakajin - ギター、ベース、プログラミング - Saori - ピアノ - Mike Marrington - ドラムス 深海魚 - Fukase - ヴォーカル - Nakajin - ギター、ドラムス、プログラミング、コーラス - Saori - ピアノ - 吉田宇宙ストリングス - ストリングス ユートピア - Fukase - ヴォーカル - Nakajin - ギター、プログラミング、コーラス - Saori - シンセサイザー - 結城貴弘(Takahiro "PETER" Yuki) - チェロ | Diary - Fukase - ヴォーカル - Nakajin - ギター、ベース、グロッケンシュピール、ウィンドチャイム、プログラミング、コーラス - Saori - ピアノ - Mike Marrington - ドラムス、タンバリン - 佐藤帆乃佳ストリングス - ストリングス - 朝川朋之 - ハープ - 多久潤一朗、岩崎花保 - フルート、ピッコロ - 福島広之、篠塚友里江 - クラリネット - 浅原由香 - オーボエ - 濱地宗、石山直樹 - ホルン ターコイズ - Fukase - ヴォーカル - Nakajin - ギター、ベース、プログラミング、コーラス - Saori - オルガン、アコーディオン - 十亀正司 - グレート・ハイランド・バグパイプ - Mike Marrington - ドラムス バタフライエフェクト - Saori - ヴォーカル、オルガン - Nakajin - ギター、ベース、プログラミング - 柏倉隆史 - ドラムス - SEKAI NO OWARI、Staff - クラップ Eve - Fukase - ヴォーカル - Nakajin - ギター、ベース、プログラミング、コーラス - Saori - ピアノ ROBO - Fukase - ヴォーカル - Nakajin - ギター、シンセサイザー、プログラミング、コーラス サラバ - Fukase - ヴォーカル - Nakajin - ギター、ベース、プログラミング、コーラス - Saori - ピアノ、オルガン - 真砂陽地、田沼慶紀 - トランペット - 須賀裕之 - トロンボーン - 馬場智章 - サックス - 柏倉隆史 - ドラムス |

## ROBO
「ROBO」（ロボ）は、日本のバンド・SEKAI NO OWARIの曲。自身の5作目の配信限定シングルとして2023年8月22日に配信された。
前作『Dropout』から約3年ぶり、先行配信としては『ターコイズ』から約3か月ぶりとなる配信限定シングル。テレビ朝日系列ドラマ『シッコウ!!〜犬と私と執行官〜』の書き下ろし主題歌。
2023年7月3日に『シッコウ!!〜犬と私と執行官〜』の主題歌を担当することが発表され、同時に曲名も発表された。翌日の初回放送にて、楽曲の一部が公開された。
8月17日に、同月22日に配信リリースが行われることが発表された。
同月21日にジャケット写真が公開された。このジャケットでは、アートディレクションを池田大が、作画・デザインは佐藤央一が担当したものとなっている。
この楽曲では、久しぶりにFukaseの声にオートチューンを使用したり、ボコーダーを用いてギターなどの音源を加工したりしているという。

## タイアップ
| 曲名                 | タイアップ                                                                                            |
| -------------------- | --- |
| Diary                | Netflix『未来日記』主題歌                                                                             |
| Habit                | 松竹 / アスミック・エース配給 映画『ホリック xxxHOLiC』主題歌                                         |
| ターコイズ           | キリン『CLUB氷結』テーマソング                                                                        |
| サラバ               | フジテレビ系 水曜ドラマ『わたしのお嫁くん』主題歌                                                     |
| バタフライエフェクト | フジテレビ系 水曜ドラマ『わたしのお嫁くん』オープニングテーマ                                         |
| ROBO                 | テレビ朝日系 火曜ドラマ『シッコウ!!〜犬と私と執行官〜』主題歌                                         |
| 最高到達点           | フジテレビ系アニメ『ONE PIECE』オープニングテーマ                                                     |
| タイムマシン         | Netflix『赤ずきん、旅の途中で死体と出会う。』主題歌                                                   |
| デッドエンド         | 富士急ハイランド内ローラーコースター『ZOKKON』コラボレーション曲 「【富士急学割】青春にZOKKON篇」CM曲 |
| 深海魚               | ワーナー・ブラザース映画配給 映画『怪物の木こり』主題歌                                               |

## テレビ披露
本作がリリースされた3月13日以降のテレビ披露。
| 出演日 | 出演日                | 番組名                   | 放送局         | 演奏曲                                   |
| 年     | 月日                  | 番組名                   | 放送局         | 演奏曲                                   |
| ------ | --------------------- | ------------------------ | -------------- | ---------------------------------------- |
| 2024年 | 3月18日               | CDTVライブ!ライブ!       | TBS系列        | タイムマシン Habit 最高到達点 ターコイズ |
| 2024年 | 3月22日               | ミュージックステーション | テレビ朝日系列 | タイムマシン                             |
| 2024年 | 4月4日 4月8日(再放送) | SONGS                    | NHK総合        | 最高到達点 タイムマシン Habit            |